# Lourties-Monbrun
Lourties-Monbrun is een gemeente in het Franse departement Gers (regio Occitanie) en telt 108 inwoners (1999). De plaats maakt deel uit van het arrondissement Mirande.

## Geografie
De oppervlakte van Lourties-Monbrun bedraagt 9,3 km², de bevolkingsdichtheid is 11,6 inwoners per km².
De onderstaande kaart toont de ligging van Lourties-Monbrun met de belangrijkste infrastructuur en aangrenzende gemeenten.

## Demografie
Onderstaande figuur toont het verloop van het inwonertal (bron: INSEE-tellingen).